# سعیدآباد، خیبر پختونخوا
سعیدآباد (به انگلیسی: Saeedabad) یک منطقهٔ مسکونی در پاکستان است که در خیبر پختونخوا واقع شده‌است. سعیدآباد ۲۸۳ متر بالاتر از سطح دریا واقع شده‌است.